# 米常
株式会社米常（こめつね、英: KOMETSUNE Corporation）は、北名古屋市にある米穀類卸売及び炊飯、米加工品製造を行う企業。かつては米常ライスのブランドで知られる旧・米常ライス株式会社の事業承継を目的として、株式会社名古屋食糧によって設立された子会社である。

## 概要
旧・米常ライス株式会社は1914年（大正3年）に創業し、東海地方ではテレビCMを通して認知度が高かった。しかし、食生活の変化による深刻な米離れの影響により売上が減少し、2010年（平成22年）3月期には債務超過に陥った。同社は経営再建策として2018年（平成30年）8月、同じく米穀類卸売及び炊飯、米加工品製造を行う株式会社名古屋食糧が設立した子会社、株式会社米常に事業を譲渡する。同年10月26日に旧・米常ライスが名古屋地方裁判所から特別清算開始の決定を受けた。

## 事業所
- 本社・精米工場

愛知県北名古屋市二子四反地13-1
- 炊飯工場

愛知県北名古屋市二子松江37

## 関連会社
- 共和食品工業株式会社
- 株式会社名古屋食糧（共和食品工業株式会社の子会社）

## 沿革
- 1914年（大正3年） - 米穀商米常商店創業。
- 1953年（昭和28年） - 株式会社米常商店設立。
- 1956年（昭和31年） - 商品取引業に進出。
- 1962年（昭和37年） - 商号を米常商事株式会社に変更。
- 2009年（平成21年）10月30日 - 商品取引受託業務を廃止。
- 2013年（平成25年）10月1日 - 商号を米常ライス株式会社に変更。
- 2018年（平成30年）
  - 8月 - 会社分割を実施し、事業を株式会社米常に譲渡。
  - 10月26日 - 旧・米常ライス、名古屋地方裁判所が特別清算開始を決定。